# René Char
René Char (L'Isle-sur-la-Sorgue, Vaucluse, 14 de junio de 1907-París, 19 de febrero de 1988) fue un poeta francés del siglo XX y miembro de la Resistencia francesa.

## Biografía
Al terminar el bachillerato en el liceo de Aviñón, su familia lo envió a Marsella para estudiar ciencias empresariales, estudios que realizó sin gran convicción. La publicación de la Capital del dolor (1926) de Paul Éluard supuso un aldabonazo en su vocación poética. En 1928 publicó Cloches sur le coeur, una colección de poemas que destruyó poco después. En 1929, visitó París y conoció al grupo surrealista de André Breton, René Crevel y Louis Aragon y en 1930 firmó el Segundo manifiesto surrealista, así como panfletos que criticaban el colonialismo francés y defendían el movimiento revolucionario español. Posteriormente publicó Marcha lenta, en colaboración con Breton y Éluard. En 1934 publicó Le marteau sans maître, El martillo sin dueño, de estilo surrealista y rico en imágenes exuberantes, poemas a los que puso música Pierre Boulez en una pieza que fue interpretada por vez primera en 1955.
Se alejó del surrealismo con Afuera la noche es gobernada (1938). En 1939, tras la invasión de Polonia por los alemanes, fue destinado a un regimiento de artillería en Alsacia. Tras quedar libre del servicio en 1940 se unió a la Resistencia bajo el nombre de capitán Alexandre, experiencia que reflejó en el poemario Solos permanecen (1945) y Feuillets d'Hypnos, Las hojas de Hipnos (1946), un diario poético de los años de guerra. Condenó el comunismo en 1949. Furor y Misterio comprende su poesía completa entre 1938 y 1947. Después publicó Los Matinales 1950). Protestó contra la base de armas atómicas de la Alta Provenza en 1966. En 1955 conoció a Martin Heidegger, con quien estableció una hermosa y fructífera amistad. Heidegger se refiere a Char en varias ocasiones. Por ejemplo, en la entrevista de la revista Spiegel que se publicó bajo el nombre Ya sólo un Dios puede salvarnos (Nur noch ein Gott kann uns retten).
Comprometido con la dignidad humana y la libertad, el mundo poético de Char es una epifanía lírica del mundo natural, la tierra, los árboles, el agua y los animales, de la vitalidad existente entre la creación y la muerte. Su estilo, de rica imaginería, busca sin embargo la concisión. Alecciona de forma moralista sobre los objetivos más trascendentales del ser humano. Otras obras importantes suyas son El sol de las aguas (1951), Búsqueda de la base y de la cima (1955), sin duda su libro ensayístico más importante, traducido por Jorge Riechmann en el año 2000 y constituido por una urdimbre de poemas, fragmentos, aforismos, semblanzas y textos para los que no cabría otro calificativo más adecuado que el de indagatorios, ofreciendo un poderoso diálogo entre el arte, el pensamiento y la acción. Obras posteriores son:Común Presencia (1964), Vuelta atrás (1966) y La noche talismánica (1972) y Aromas cazadores (1975). En 1983 se publicaron sus Obras completas en la Bibliothèque de la Pléiade. Fue nombrado Caballero de la Legión de Honor y Oficial de las Artes y las Letras. Recibió la Medalla de la Resistencia y la Cruz de Guerra. Gran parte de su obra ha sido vertida al español por Jorge Riechmann. Xoán Abeleira publicó una versión de Artine -poema en prosa de su época superrealista- en la revista Cuadernos Hispanoamericanos n.º 492.

## Obra
- Cloches sur le coeur, (1928).
- Con André Breton y Paul Éluard, Ralentir: travaux (1930).
- Le marteau sans maître (1934).
- Afuera la noche es gobernada (1938).
- Solos permanecen (1945).
- Feuillets d'Hypnos (1946).
- Furor y Misterio comprende su poesía completa entre 1938 y 1947.
- Los Matinales 1950).
- Art bref (1950).
- El sol de las aguas (1951)
- Búsqueda de la base y de la cima (1955),
- Lettera amorosa (1953).
- La parole en archipel (1962). Ed. española: La palabra en archipiélago. Madrid, Hiperión, 1986.
- Retour amont (1966).
- Le nu perdu (1971). Ed. española: El desnudo perdido. Madrid, Hiperión, 1995.
- Sans grand'peine (1973).
- Chants de la Balandrane (1977).
- Común Presencia (1964)
- Vuelta atrás (1966)
- La noche talismánica (1972)
- Aromas cazadores (1975).
- Obras completas (1983).